# Панфилов, Григорий Геннадьевич
Григо́рий Генна́дьевич Панфи́лов (род. 17 мая 1980, Норильск, Красноярский край) — российский легкоатлет, специалист по толканию ядра. Выступал на профессиональном уровне в 2000-х годах, многократный победитель и призёр первенств национального значения, участник ряда крупных международных стартов. Представлял Иркутскую область и Бурятию. Мастер спорта России международного класса.

## Биография
Григорий Панфилов родился 17 мая 1980 года в городе Норильске, Красноярский край. Спустя два года вместе с семьёй переехал на постоянное жительство в Улан-Удэ, Республика Бурятия.
Занимался лёгкой атлетикой под руководством тренеров В. П. Соснина, И. И. Бражника, О. Г. Баторова. Окончил факультет физической культуры Бурятского государственного университета. Член всероссийского физкультурно-спортивного общества «Динамо».
Впервые заявил о себе на всероссийском уровне в сезоне 2001 года, когда в толкании ядра занял 17-е место на зимнем чемпионате России в Москве и шестое место на молодёжном всероссийском первенстве в Чебоксарах.
В 2002 году был пятым на зимнем чемпионате России в Волгограде, вторым на Кубке вызова в Москве, шестым на Мемориале братьев Знаменских в Туле и на летнем чемпионате России в Чебоксарах.
В 2003 году стал пятым на турнире «Русская зима» и на зимнем чемпионате России в Москве, победил на всероссийских соревнованиях в Туле, получил серебро на Мемориале Знаменских в Туле, взял бронзу на летнем чемпионате России в Туле.
В 2004 году на зимнем чемпионате России в Москве выиграл серебряную медаль в толкании ядра, установив при этом свой личный рекорд в помещении — 19,20 метра. Попав в состав российской сборной, выступил на Европейском вызове по зимним метаниям в Марсе, где завоевал бронзовую награду. Позднее стал серебряным призёром на всероссийских соревнованиях в Туле и на Кубке России в Туле — во втором случае установил личный рекорд на открытом стадионе — 19,95 метра. На летнем чемпионате России в Туле показал пятый результат.
В 2005 году был третьим на «Русской зиме», седьмым на зимнем чемпионате России в Волгограде, пятым на всероссийских соревнованиях в Сочи, вторым на всероссийских соревнованиях в Туле, пятым на всероссийских соревнованиях в Казани, четвёртым на летнем чемпионате России в Туле.
В 2006 году занял пятое место на «Русской зиме», выиграл бронзовую медаль на зимнем чемпионате России в Москве, одержал победу на чемпионате Европы среди полицейских в Праге, показал шестой результат на летнем чемпионате России в Туле и на Мемориале Знаменских в Жуковском, был четвёртым на Кубке России в Туле.
В 2007 году завоевал бронзовую награду на зимнем чемпионате России в Волгограде. Помимо этого, получил серебро на международном турнире в Португалии, показал четвёртый результат на Мемориале Знаменских в Жуковском и шестой результат на летнем чемпионате России в Туле.
Завершил спортивную карьеру по окончании сезона 2015 года.
За выдающиеся спортивные достижения удостоен почётного звания «Мастер спорта России международного класса».
Помимо занятий спортом в 2005—2010 годах работал инструктором по физической подготовке во Внутренних войсках МВД России, воинское звание — капитан.
В 2012 году окончил Байкальский государственный университет экономики и права по специальности «бизнес-администрирование».
Впоследствии проявил себя как предприниматель, общественный деятель, телеведущий. После завершения профессиональной карьеры продолжил заниматься силовыми дисциплинами, является мастером спорта по силовому троеборью. В 2013—2014 годах выдвигался кандидатом в депутаты Народного хурала Бурятии и Улан-Удэнского городского Совета депутатов, состоял в партиях «Гражданская платформа» и КПРФ.